# Гіхета (комуна)
3°19′04″ пд. ш. 29°50′31″ сх. д. / 3.31778° пд. ш. 29.84194° сх. д.
Гіхета — одна з комун провінції Гітега, у центральному Бурунді. Центр — однойменне містечко Гіхета.